# Thomas Walcher
Thomas Walcher (* 10. Februar 1941 in Kiel) ist ein deutscher Physiker, Sohn des Physikers Wilhelm Walcher. Er ist seit 2006 emeritierter Professor an der Johannes-Gutenberg-Universität Mainz.
Er war von 1966 bis 1973 am Institut für technische Kernphysik der TH Darmstadt tätig, wo er Experimente zur Elektronenstreuung an Kernen bei kleinen Impulsüberträgen am DALINAC durchführte. Im Jahre 1971 wurde er dort mit einer Arbeit zu unelastischen Zuständen des 4He bei Peter Brix promoviert. Er entdeckte 1971 zusammen mit  Rainer Pitthan unter anderem die isoskalare Quadrupol-Riesenresonanz, die man als reine Formschwingung ohne Ladungstrennung auffassen kann. Bis dahin  waren nur die Isovektor-artige Dipol-Riesenresonanz, die als Schwingung der Protonen gegen die Neutronen verstanden werden kann, bekannt. Die Entdeckung der Quadrupol-Riesenresonanzen spielte eine wichtige Rolle bei der Verleihung des Nobelpreises an Aage Niels Bohr und Ben Mottelson. Sie war ein Schlüssel zum besseren Verständnis des zentralen "unified models" des Kerns von Gerald Brown.
Im Jahre 1973 folgte er Peter Brix an das Max-Planck-Institut für Kernphysik in Heidelberg und arbeitete an Schwerionen-Experimenten und war am Bau eines Hochfrequenz-Nachbeschleunigers beteiligt. Im Jahre 1978 wechselte er zum CERN in die Gruppe von Bogdan Povh und arbeitete mit ihm an Experimenten zu Hyperkernen, Niederenergie-Antiproton-Reaktionen und tiefunelastischer Myonenstreuung. 1982 erhielt er den Röntgen-Preis für die Entdeckung der Quadrupol-Riesenresonanz in Kernen und andere bedeutende Beiträge zur Kern-, Hochenergie- und Schwerionenphysik.
Nach abgelehnten Rufen an das KVI der Reichsuniversität Groningen (Niederlande) und an die GSI Helmholtzzentrum für Schwerionenforschung in Darmstadt folgte er 1985 einem Ruf an die Johannes Gutenberg-Universität Mainz. In Mainz hatte er am Mainzer Mikrotron MAMI eine führende Rolle als Direktor des Instituts für Kernphysik und als Sprecher zweier Sonderforschungsbereiche der DFG. In Mainz befasste er sich mit der Struktur der Hadronen bei niedrigen Energien im Grenzbereich von Teilchen- und Kernphysik, insbesondere durch Untersuchungen der elektromagnetischen Pion-Produktion am Proton und Messung der elastischen Formfaktoren des Neutrons und Protons.
Thomas Walcher war von 1999 bis 2007 Hauptherausgeber des European Journals of Physics A Hadrons and Nuclei. Er war ferner Berater und Gutachter in zahlreichen nationalen und internationalen Organisationen (DFG, BMFT, CERN, DOE, MIT, DAPNIA Saclay, und anderen).

## Schriften
- Herausgeber,  European Hadron Facility, Proceedings, International Conference, Mainz, Germany, March 1986, Nucl. Phys. B 279 (1987)
- Herausgeber mit Dieter Drechsel, Aaron Bernstein: Chiral Dynamics: Theory and Experiment (Workshop Mainz September 1997), Springer Verlag, Lecture Notes in Physics 513 (1998)
- Herausgeber mit Charlotte Elster, Josef Speth: Quark Nuclear Physics, International Conference Jülich 2002, Springer Verlag 2004
- Herausgeber mit H. Arenhoevel, H. Backe, D. Drechsel, J. Friedrich, K.-H. Kaiser, Proceedings des Symposiums: 20 years of physics at the Mainz Microtron MAMI, Mainz, Germany, October 2005, European Physical Journal A28, Suppl. 1 (2006)
- Herausgeber mit Josef Pochodzalla: Hypernuclear and Strange Particle Physics (9. Internat. Conference on Hypernuclear and Strange Particle Physics, Mainz, Oktober 2006), Springer Verlag 2007